# Geitoneura minyas
Geitoneura minyas es una especie de mariposa perteneciente a la familia Nymphalidae del orden Lepidoptera, que se encuentra en el sureste de Australia Occidental.

## Descripción
Los adultos tienen alas anaranjadas con venas y manchas marrones. Tienen un ocelo en cada ala anterior, y un ocelo vestigial en cada ala posterior. Su envergadura es de aproximadamente 3,5 cm.
La oruga es verde y tiene una cabeza redondeada, y se alimenta de varios tipos de hierbas tales como las del género Ehrharta.